# آلساندرو جولیانی
 آلساندرو جولیانی (انگلیسی: Alessandro Juliani؛ زادهٔ ۶ ژوئیهٔ ۱۹۷۵) یک هنرپیشه اهل کانادا است. وی از سال ۱۹۸۹ میلادی تاکنون مشغول فعالیت بوده‌است.او در فیلم سوزنی در انبار زمان بازی کرده است.